# Love Isn't Easy
«Love Isn't Easy (But It Sure Is Hard Enough)» (el amor no es fácil pero seguro es lo bastante difícil) es una canción y un sencillo lanzado por el grupo sueco ABBA. Solo fue lanzado en algunos países europeos.

## La canción
La canción cuenta como un hombre trata de convencer a una mujer en que se convierta en su pareja, teniendo una pequeña discusión en la canción. Fue escrita por Björn y Benny y fue grabada el 14 de marzo de 1973, en los Estudios Metronome en Estocolmo. La canción fue agregada al álbum Ring Ring en la pista número 7. 
El sencillo solo fue promocionado en algunos países nórdicos, con la suficiente difusión para colocarse dentro del Top Ten de las listas de radio suecas.

## I Am Just A Girl
«I am just a girl» (soy solo una chica) fue el lado B de este sencillo. La canción proviene de la banda sonora de la película sueca "Ture Sventon - Investigador Privado", para la cual Benny había escrito una canción llamada «Jar är blott en man» (soy solo un hombre). Durante las sesiones de grabación del álbum, se le puso la letra en inglés para ser agregada al álbum como la pista número 11. Fue grabada probablemente a principios de 1973. Lo más curioso es que Benny y Björn cantan en esta canción.
«I am just a girl» se convirtió en un sencillo en Suecia y en Japón, logrando buenas entradas a algunas listas de la radio.

## Posicionamiento en listas

### «Love isn't easy»
| Lista                   | Posición |
| ----------------------- | -------- |
| Suecia Tio i Topp Chart | 3        |

### «I am just a girl»
| Lista                   | Posición |
| ----------------------- | -------- |
| Suecia Tio i Topp Chart | 6        |
| JOLF Pop Best 10 Chart  | 9        |
| All Japan Pop 20 Chart  | 21       |